# Ličná
Ličná je český potok pramenící v Polsku severně od Janského vrchu v Jestřebích horách.

## Základní údaje
- Plocha povodí 106,2 km²
- Délka toku 17,5 km
- Průměrný průtok u ústí 1,24 m³/s

## Popis
Ličná pramení v Polsku při státní hranici s Českou republikou ve výšce 645 metrů. Po několika stech metrech opouští Polsko. Směřuje k severozápadu, protéká osadou Rybníčky a vsí Bernartice. Přibírá zprava Luční potok a Dlouhou vodu, které odvádějí vody z Vraních hor, a Lesní potok, který sbírá vody v lesích pod městem Žacléř a který zleva přibírá půl kilometru před soutokem Důlní potok přitékající z Lampertic.
Po opuštění Bernartic směřuje Ličná ke Křenovu a Malému Křenovu, přičemž je již doprovázena znatelnou nivou. V Malém Křenově přibírá zprava Sněžný potok (440,6 m) přitékající z Rýchor a Prkenného Dolu, otáčí se k jihu a po 4 kilometrech toku se dostává do Libče, kde přibírá zprava Libečský potok a zleva potok Zlatou Olešnici, přitékající ze stejnojmenné obce Zlaté Olešnice. V Poříčí přibírá nejprve zprava malý Voletinský potok a těsně před ústím do řeky Úpy (382 m) přibírá zleva Petříkovický potok. Jelikož Ličná se v průběhu svého 17 km dlouhého toku stáčí do tvaru písmene „C“, je jeho pramen od ústí vzdálen jen necelých 5 km.
Údolím Ličné prochází železniční trať spojující Poříčí s Královcem. Železniční viadukt z let 1866 až 1868, který v Bernarticích Ličnou překračuje, je národní technickou památkou.